# 人間條件2—她和她生命中的男人們
「人間條件2─她和她生命中的男人們」由臺灣導演/作家吳念真編劇，綠光劇團於2006年2月24日在臺北市立社會教育館城市舞台首演。

## 劇情概述
「向台灣女人致敬」是人間條件2 -  『她與她生命中的男人們』的創作精神。因為文化的產生
需要時間的累積，許多人對台灣文化的解讀各不相同，從滿清、日本到國民政府，甚至在美、日、韓流
行文化入侵，都帶給台灣文化一些特殊性與包容性。對此吳念真說 :  台灣有一代人是最厲害的，那就是
七十歲以上的阿嬤，男人們只會以衝擊對抗新進文化，女人(阿嬤)們不同，她們比男人們身段柔軟，會用
開闢的心去接納不同的文化。
『她與她生命中的男人們』的創作動機來自在台北橋頭聽到的一段小故事，一個台灣阿嬤在臨死
前，終於同意兒子將淡水河畔得老宅改建，這個他堅守一輩子的秘密才被打開，曾經在年輕時跟家裡其
他的女人們一起從淡水河裡撈起幾個因二二八事件被打死的年輕男人，當年，他背著家裡男人的反對，
替這幾個裸露上身的男人們穿上衣服，並將他們埋在後院。那時，也是個潮濕的春天…
『她與她生命中的男人們』的台灣阿嬤從十七歲到七十歲，在人生中的每一個階段都至情盡興
得發揮了時代台灣女性的魅力與功力，從日治時期說母語(台灣話)、配合丈夫的日式生活風格、跟
著兒子念國語、還得配合從外國回來的孫子「落英文」，硬是說了一口流暢的「台式英文」!堪稱是
台灣多元文化年代裡得「家庭人際關係溝通達人」!

## 角色
| 角色名子與演員             | 1947-1960                              | 1980-2000                      |
| Yuki                       | 黃韻玲                                 | 林美秀                         |
| Yuki的媽媽                 | 唐美雲                                 |                                |
| Yuki的爸爸                 | 朱德剛(首演)、游堅煜                   |                                |
| Yuki的先生春生             | 吳定謙(首演)、王識賢                   | 柯一正                         |
| 武雄                       | 李永豐                                 | 李永豐                         |
| 傭人阿惠                   | 莊瓊如                                 | 莊瓊如                         |
| Yuki的長子                 | 朱家恩                                 | 朱德剛、游堅煜                 |
| Yuki的次子                 | 龔政豪                                 | 陳希聖                         |
| Yuki的女兒                 | 袁妮                                   | 黃韻玲                         |
| Yuki的大媳婦               |                                        | 王雅萍                         |
| Yuki的二媳婦               |                                        | 陳祈伶                         |
| Yuki的孫子Tony             |                                        | 麻吉弟弟 周立銘 (首演)、安東尼 |
| Yuki的孫女                 |                                        | 廖君茲                         |
| 葬儀社代表、助選員、服務生 | 吳念真                                 | 吳念真                         |
| 淡水河的年輕人、軍人       | 藍忠文、鄭凱雲、林聖加                 |                                |
| 淡水河的年輕人             | 林木榮                                 |                                |
| 春生的外遇女人             | 陳祈伶                                 |                                |
| 市場群眾                   | 陳祈伶、王雅萍、藍忠文、鄭凱雲、林木榮 |                                |

## 幕後工作人員
| 藝術總監           | 吳念真                                                                                                 |
| 製 作 人           | 李永豐                                                                                                 |
| 編劇導演           | 吳念真                                                                                                 |
| 副 導 演           | 李明澤                                                                                                 |
| 排練助理           | 張邵如、廖君茲                                                                                         |
| 燈光設計           | 李俊餘                                                                                                 |
| 舞台設計           | 曾蘇銘                                                                                                 |
| 服裝設計           | 任淑琴                                                                                                 |
| 音樂設計           | 聶琳                                                                                                   |
| 造型設計           | 洪沁怡、陳美雪、陳映羽、張筠婕                                                                         |
| 美術設計           | 聶令嬡、游文妍、陳淑瑛                                                                                 |
| 攝 影              | 陳建仲                                                                                                 |
| 舞台監督           | 鐘崇仁                                                                                                 |
| 燈光技術指導       | 朱俊達                                                                                                 |
| 舞台技術指導       | 葉信宏                                                                                                 |
| 燈光暨舞台工作人員 | 王妙菱、廖淯竣、鄭涵文、陳鴻銘、洪嘉哲、侯文山、簡如郁、卓怡萱、林智謙、謝健民、郭於萍、陳怡芳、王信偉 |
| 音響執行           | 黃曉文                                                                                                 |
| 舞台佈景製作       | 興泰陽舞檯燈光佈景工程有限公司、風之藝術工作室                                                         |
| 燈光工程           | 聚光工作坊                                                                                             |
| 音響工程           | 穩立音響                                                                                               |

## 資料來源
- 吳念真執導《她與她生命中的男人們》要觀眾繼續又哭又笑
- 綠光劇團
- 吳念真人間條件 好評加演
- 面對面—專訪吳念真
- 《人間條件2－她與她生命中的男人們》節目單，頁18、19

## 週邊商品
- 《人間條件》劇場配樂原聲帶
- 《人間條件2－她與她生命中的男人們》影音劇本書
- 《人間條件2－她與她生命中的男人們》節目單